# Auzon (Ardèche)
De Auzon is een linkse zijrivier van de Ardèche in het gelijknamige departement in Frankrijk.

## Loop
De bron van de Auzon ligt op een hoogte van 803 m, op het plateau van Coiron nabij het dorp Freyssenet. Van daar stroomt zij door de vlakte van Lussas, waar ter hoogte van Saint-Germain de Claduègne van links uitmondt, waarna zij in de Ardèche uitmondt onder de brug van het dorp Lanas, op een hoogte van 138 m.
De lengte bedraagt 26 km, volledig in het departement Ardèche.
Zij stroomt daarbij door de volgende gemeenten: Freyssenet, Darbres, Lussas, Mirabel, Lavilledieu, Saint-Germain, Vogüé, Saint-Maurice-d'Ardèche, Lanas.
In de bovenloop bevindt zich een dam, met als doel de irrigatie van de vlakte van Lussas.
De rivier is niet te verwarren met het beekje met dezelfde naam dat in Vogüé in de Ardèche stroomt.
- Library of Congress Control Number: n2002041438
- Nationale Bibliotheek van Israël: 987007475716605171
- Virtual International Authority File: 145612230